# Pariser Platz
Pariser Platz (Piazza Parigi) è una piazza del centro di Berlino, collocata nei pressi della Porta di Brandeburgo alla fine dell'Unter den Linden.
Prende il nome dalla capitale francese, in onore dell'occupazione di Parigi da parte della Sesta coalizione nel 1814. È uno dei punti focali della città.

## Galleria d'immagini

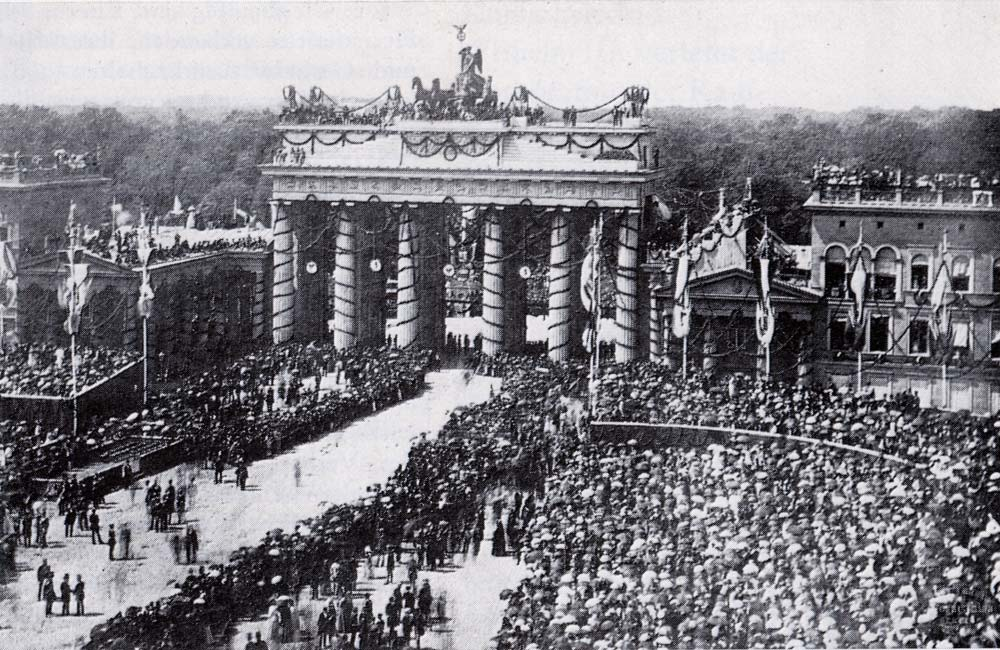
La Porta di Brandeburgo nel 1871 ornata a festa, in occasione del trionfo delle truppe prussiane dopo la guerra franco-prussiana
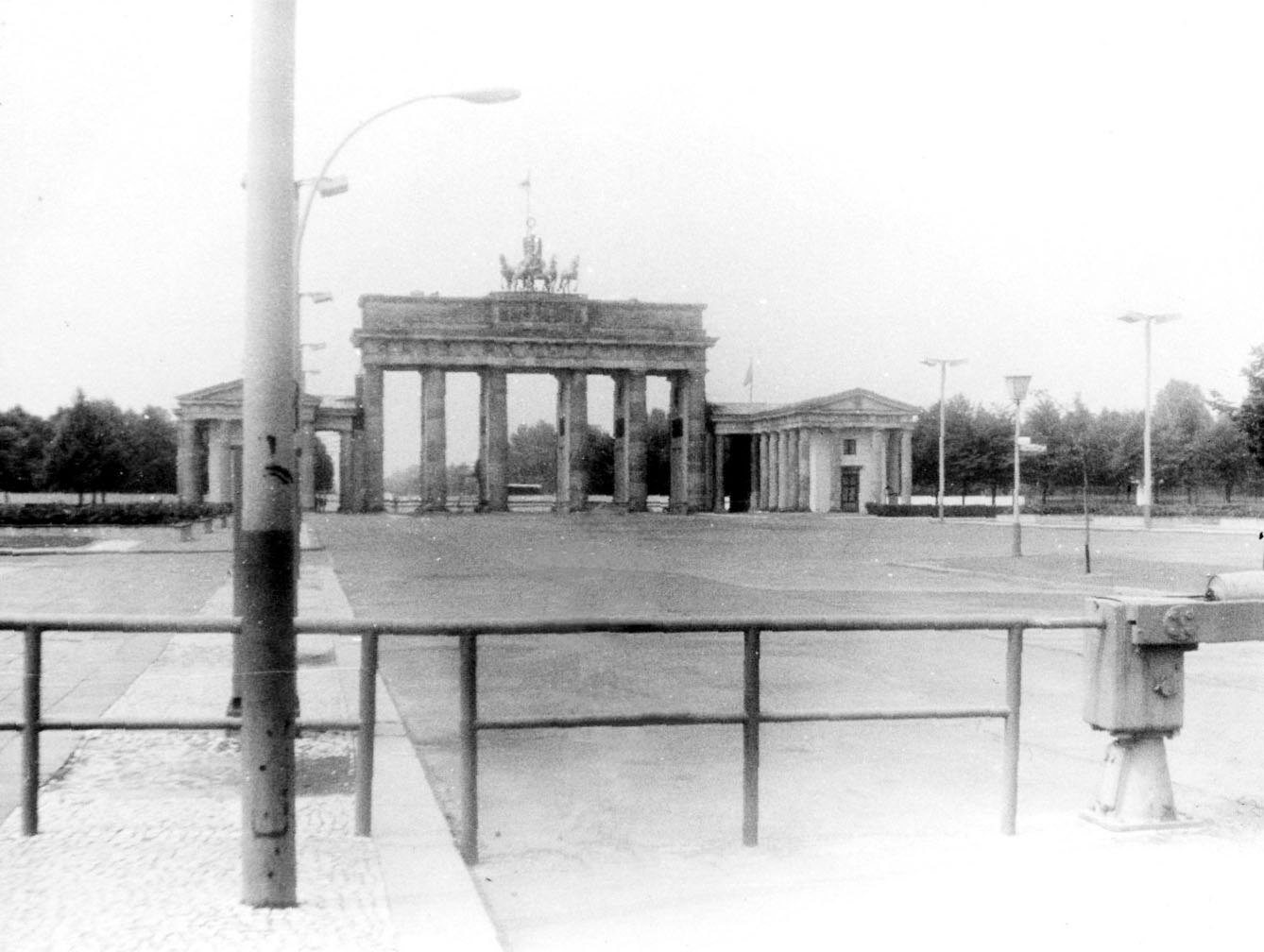
Pariser Platz nel 1982
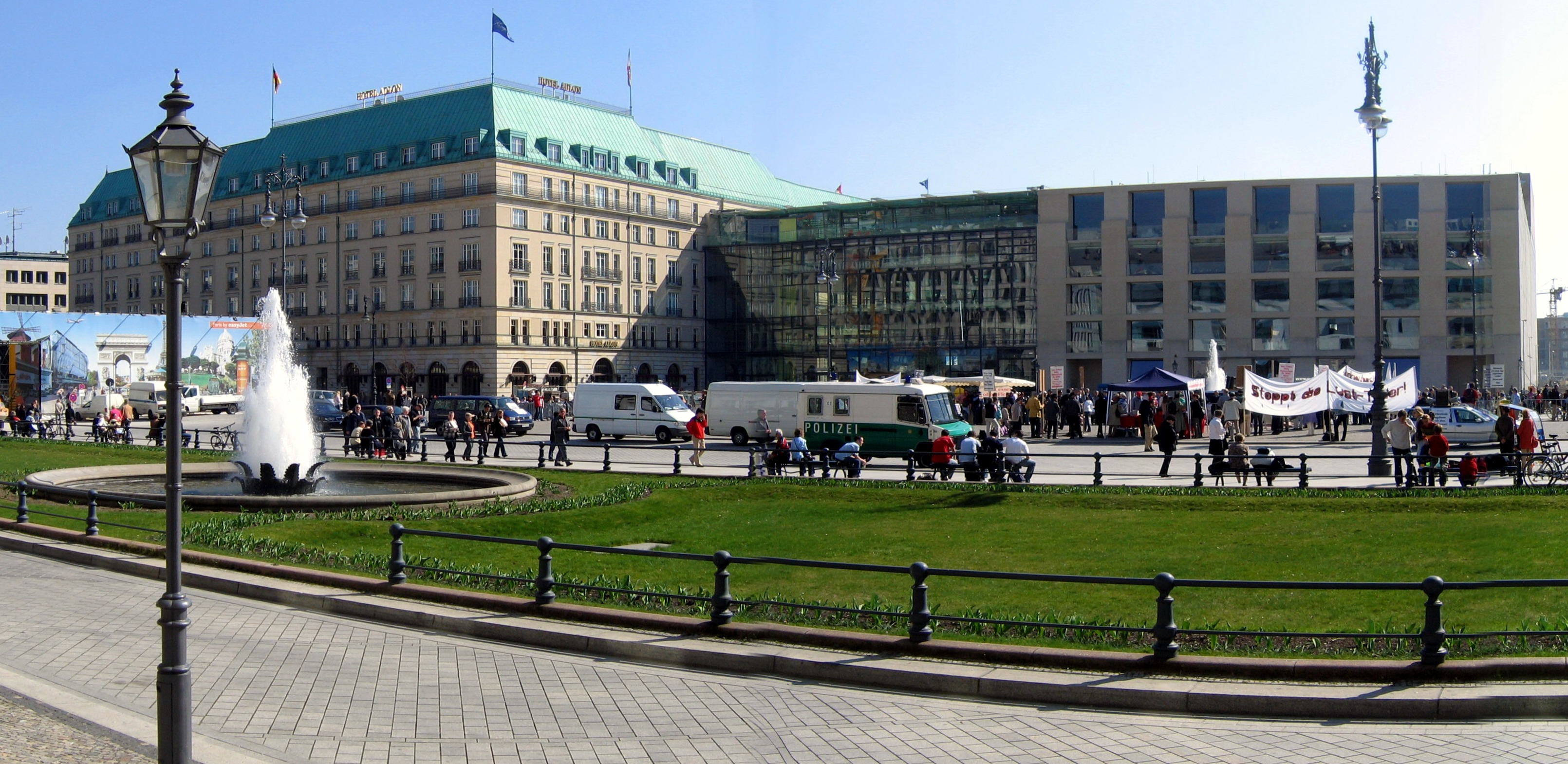
Pariser Platz ed il nuovo Hotel Adlon
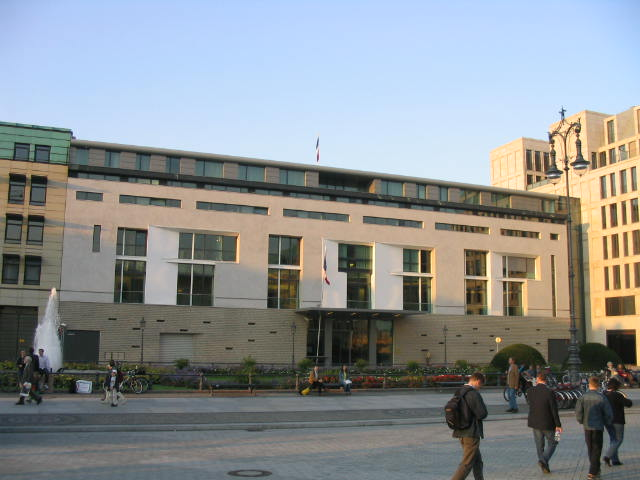
Sede della nuova ambasciata francese
Veduta dall'alto